# Chiang Wai Hung
Chiang Wai Hung (tiếng Trung: 蔣 偉洪; sinh ngày 15 tháng 4 năm 1976) là một vận động viên chạy nước rút người Hồng Kông. Anh đã thi đấu nội dung chạy 100 mét tại Thế vận hội Mùa hè 2000 và 2004.